# بيل بيري (مغني)
بيل بيري (بالإنجليزية: Bill Perry)‏ هو مغني أمريكي، ولد في 25 ديسمبر 1957 في تشستر في المملكة المتحدة، وتوفي في 17 يوليو 2007 في نيويورك في الولايات المتحدة.

## وصلات خارجية
- بيل بيري على موقع ميوزك برينز (الإنجليزية)
- بيل بيري على موقع ديسكوغز (الإنجليزية)